# Sagra, Sverdlovsk oblast
Sagra (ryska Сагра) är en ort 30 kilometer nordväst om Jekaterinburg i Sverdlovsk oblast i Ryssland. Folkmängden uppgår till cirka hundra invånare.
Sagra är belägen vid Svarta floden, i närheten av Isetsjön. Namnet kommer från den nordryska dialektens ”Sogra” i betydelsen "träsk bevuxet med buskar". Sydost om byn finns vidsträckta myrmarker som torkat ut och är bevuxna med tall.